# Lịch sử chiến tranh Việt – Xiêm
Lịch sử chiến tranh Việt Nam và Xiêm La (Thái Lan ngày nay) được bắt đầu từ thế kỷ 18, khi người Việt tiến vào khu vực đồng bằng sông Cửu Long và gây ảnh hưởng lên Chân Lạp. Chính quyền chúa Nguyễn của Đàng Trong (Việt Nam) đã chạm phải sự kháng cự của Vương triều Ayutthaya (Xiêm) cùng tranh chấp ảnh hưởng ở Chân Lạp.
Ngoài các cuộc xung đột với chúa Nguyễn rồi nhà Nguyễn, thì Xiêm cũng như Thái Lan sau này còn có các cuộc chiến tranh xung đột với các chính quyền khác của Việt Nam như là nhà Tây Sơn hoặc chính quyền Cộng hòa Xã hội chủ nghĩa Việt Nam ở cuối thế kỷ 20.
Vương quốc Sukhothai - tiền thân của Thái Lan - cũng từng có xung đột quân sự với nhà Lý thời Lý Thần Tông, quân Sukhothai đã tham gia một cuộc tấn công với vai trò lính chư hầu trong đoàn quân 20.000 người của Đế quốc Khmer (Chân Lạp) vào năm 1128, đánh vào khu vực ngày nay là Nghệ An.

## Các cuộc chiến với chúa Nguyễn và nhà Nguyễn
- - Chiến tranh Việt-Xiêm (1705), với trận đánh chính tại Sầm Khê (Chân Lạp)
  - Chiến tranh Việt-Xiêm (1718)
  - Chiến tranh Việt-Xiêm (1771-1772)
  - Chiến tranh Việt-Xiêm (1833-1834)
  - Chiến tranh Việt-Xiêm (1841-1845)

## Các cuộc chiến khác
- Chiến tranh Xiêm-Tây Sơn (1785)
  - Trận Cẩm Sa (1775)
  - Trận Ngã bảy (1782)
  - Trận Rạch Gầm - Xoài Mút (1785)
  - Chiến dịch Phú Xuân (1786)
  - Chiến dịch Thăng Long (1786)
  - Trận Mục Sơn (1787).
  - Trận Ngọc Hồi - Đống Đa (1789)
  - Trận Thi Nại (1792)
  - Trận Thị Nại (1801)
  - Trận Trấn Ninh (1802)
- Xung đột Thái Lan-Việt Nam (1982-1988)